# Małgorzata Tryuk
Małgorzata Krystyna Tryuk (ur. 22 października 1953 w Warszawie) – polska językoznawczyni, translatolożka, doktor habilitowana, profesor Uniwersytetu Warszawskiego.

## Życiorys
Ukończyła studia językoznawcze na Uniwersytecie Warszawskim w 1976. W 1984 obroniła doktorat w Instytucie Lingwistyki Stosowanej na Wydziale Lingwistyki Stosowanej i Filologii Wschodniosłowiańskich. Habilitacja w 2004 na Wydziale Neofilologii Uniwersytetu im. Adama Mickiewicza w Poznaniu.
Przebywała na kilku stażach zagranicznych, w tym:
- Université de Paris III (ESIT) i Université Paris Sorbonne 1979–1980 (stypendium rządu francuskiego)
- Uniwersytet w Saarbrücken 1985, 1987–1988, 1999
- Uniwersytet Rennes II 1995 (stypendium rządu francuskiego)
- Uniwersytet Lyon II 1997 (stypendium rządu francuskiego)
- ISTI Bruksela 2003 (program europejski Socrates Erasmus)
- Uniwersytet w Hildesheim 2006 (program europejski Socrates Erasmus)

Obecnie pracuje jako profesor w Zakładzie Translatorystyki Instytutu Lingwistyki Stosowanej na Wydziale Lingwistyki Stosowanej Uniwersytetu Warszawskiego w Warszawie. Interesuje się językami specjalistycznymi, terminologią i terminografią, translatoryką oraz przekładem ustnym konferencyjnym i środowiskowym.

## Aktywność w środowisku naukowym
- członkini Senatu Uniwersytetu Warszawskiego, 1982–1985
- członkini Rady Wydziału Lingwistyki Stosowanej Uniwersytetu Warszawskiego, 1982–1984 i od 2004
- członkini Rady Instytutu Lingwistyki Stosowanej, 1998–2002 i od 2004
- kierownik międzywydziałowych podyplomowych studiów dotyczących translatorystyki (IPSKT, 1999–2005)
- koordynatorka European Masters in Conference Interpreting (EMCI), od 2005
- prodziekan ds. studenckich, 2005–2008
- członkini senackiej Komisji ds. studentów, doktorantów i procesu kształcenia w Senacie UW – w kadencji 2008–2012
- członkini senackiej Komisji dyscyplinarnej dla studentów i doktorantów w Senacie UW – w kadencji 2008–2012
- przewodnicząca wydziałowej Komisji ds. studenckich i procesu kształcenia – w kadencji 2008–2012
- sekretarz redakcji „Kwartalnika Neofilologicznego” 1978–1987
- członkini redakcji „Przeglądu Glottodydaktycznego”
- członkini rady wydawniczej „Revue internationale d’Études en Langues modernes appliquées”, od 2008[2].

W 2010 była promotorką pracy doktorskiej nt. „funkcji tłumacza w rozprawie sądowej” Agnieszki Biernackiej.

## Nagrody
- nagroda Ministra Edukacji Narodowej indywidualna III stopnia 1990
- nagroda Rektora UW zespołowa I stopnia 1992
- nagroda Rektora UW 2005.

## Życie rodzinne
Małgorzata Tryuk jest zamężna i ma syna Maurycego.

## Niektóre publikacje naukowe

### Książki
- Małgorzata Tryuk: Konfrontatywne badania leksyki w aspekcie glottodydaktycznym na materiale francuskim i polskim. Wydawnictwa Polskiej Akademii Nauk, 1989. ISBN 978-83-04-03099-2. Brak numerów stron w książce
- Małgorzata Tryuk: L’interprétation communautaire. Des normes et des rôles dans l’interprétation. Warszawa: Wydawnictwo Tepis, 2004. ISBN 978-83-85430-77-3. Brak numerów stron w książce
- Małgorzata Tryuk (red.): Teoria i dydaktyka przekładu konferencyjnego. Warszawa: Wydawnictwo Takt, 2006. Brak numerów stron w książce
- Małgorzata Tryuk: Przekład ustny środowiskowy. Warszawa: Wydawnictwo Naukowe PWN, 2006. ISBN 83-01-14670-2. Brak numerów stron w książce
- Małgorzata Tryuk: Przekład ustny konferencyjny. Warszawa: Wydawnictwo Naukowe PWN, 2010. ISBN 978-83-01-15113-3. Brak numerów stron w książce
- Małgorzata Tryuk (red.): O tłumaczach, prawnikach, lekarzach i urzędnikach – teoria i praktyka tłumaczenia środowiskowego w Polsce. Warszawa: BEL Studio, 2010. Brak numerów stron w książce

### Inne
Kilkadziesiąt publikacji w książkach i czasopismach. Przedstawiała referaty na kilkudziesięciu międzynarodowych konferencjach.